# Diphyus apiculatus
Diphyus apiculatus là một loài tò vò trong họ Ichneumonidae.